# Gerard Johnson (giocatore di football americano)
Gerard Johnson (4 gennaio 1995) è un ex giocatore di football americano e allenatore di football americano statunitense, che ha giocato come runningback.
Dopo aver giocato per le squadra di college degli Old Dominion Monarchs e dei Norfolk State Spartans, ha firmato per gli svedesi Göteborg Marvels e successivamente per i Kuopio Steelers e i Guelfi Firenze. Dal 2022 ha iniziato ad allenare una squadra di high school.